# Новгородская вторая летопись
Новгородская вторая летопись (Новгородская II летопись, НIIЛ, Н2Л, Архивская летопись, летопись Малиновского) — русская летопись, памятник новгородского летописания XVI века, охватывающий период с 911 по 1572 годы (также содержит три мелкие приписки под 1573, 1581 и 1587 годами). Получила название второй по тому порядку, в котором были опубликованы новгородские летописи при первом их издании. По мнению А. О. Амелькина и О. Л. Новиковой, представляет собой сборник летописных записей.

## Текстология и содержание
В качестве исторического источника летопись впервые использовал Н. М. Карамзин в своей «Истории государства Российского». В этом труде она именуется Новгородской летописью Малиновского, по фамилии владельца, который подарил летопись Архиву Министерства иностранных дел. Нахождение в архиве дало летописи название Архивская.
Известна в двух списках конца XVI — начала XVII века и конца XVIII — начала XIX века. В первом списке тетради переплетены неправильно, а статьи находятся в беспорядке. Эта часть сборника была написана тремя писцами в самом конце XVI века и представляет собой копию сборника материалов разного происхождения.
Новгородская вторая летопись сложна по своему составу. Состоит из двух частей, текст с известиями до XVI века и с известиями XVI века. Является сокращённым извлечением из новгородских сводов. Источники первой части составляют Новгородская первая летопись младшего извода (или близкая к ней летопись), Лисицкий летописец и другие новгородские летописи. Вторая часть летописи более оригинальна. Источником была также летопись, близкая к Новгородской четвёртой летописи. Из Новгородской первой летописи были заимствованы известия за 1102—1422 годы, из Новгородской четвёртой — известия за 911—1424 годы.
Сложная структура текста памятника и отсутствие схожих новгородских летописей середины — конца XVI века, по мнению О. Л. Новиковой, свидетельствуют о том, что данный памятник представляет собой не летопись, а сборник летописных статей и отрывков, включающий отрывки нескольких самостоятельных произведений и выписки из летописей, группы известий на одну и ту же тему.
К числу летописных отрывков в составе памятника относятся: часть «Краткого летописца новгородских владык», в редакции начала 1550-х годов, с дополнительными статьями и «Сказанием о Святой Софии», Краткая новгородская летопись 1500—1501 годов, рассказ о пирах во время Городищенского стояния, отрывок из Скитского патерика, летописный отрывок о крестных ходах архиепископа Новгородского Геннадия в 1500 году, рассказ о землетрясении в Италии и Греции в 1542 году. Многие из этих текстов нередко присутствуют в сборниках новгородского происхождения XVI—XVII веков. Основными темами выписок из летописей являются: погребения в Софийском соборе, ктиторская деятельность новгородских владык, известия, связанные с отдельными церквями, различные «знамения», пожары в Новгороде.
Среди летописных сообщений за 1550—1560-х годы имеются записи, которые, по мнению О. Л. Новиковой, восходят к официальным, монастырским источникам и источникам владычного двора. В числе монастырских записей присутствуют группы летописных статей из Лазаревского и Юрьева монастырей. Известия конца 1560-х — начала 1570-х годов являются хроникой жизни Новгорода. Здесь имеются и записи, в которых автор говорит о самом себе. Согласно О. Л. Новиковой, автор данной хроники принадлежал к чёрному духовенству и был влиятельным. Исследовательница предполагает, что остальные материалы сборника (называемого Новгородская вторая летопись) собраны вместе в последней четверти XVI века тем же лицом. В конце XVI века с этого сборника сделана копия, сохранившаяся в сборнике РГАДА.
Известия Новгородской второй летописи за 1568—1572 годы представляют ценность для истории опричнины в Новгороде.

## Лисицкий летописец
Новгородская вторая летопись в известиях 1450 и 1572 годов сообщает о существовании не сохранившегося Лисицкого летописца, который был составлен в Новгороде в XV веке и получил название по новгородскому монастырю на Лисьей горе: «В лето 6958 [1450]. Написана бысть сия книга летописець во обители пречистеи Рожества на Лисьи гори повелением раба Божия дьякона инока Геронтия в полдест, держан»; «В лето 7000 восмдесятага [1572]. Месяца февраль в 5 вторник, а служил того дни в манастыри на Лисьи горе обидню и смотрил в манастыри книгы литописца церковнаго, а сказывал, что литописец Лесицкои добри сполна, ажо не сполна: развие написано в летописце в Лесуцком владыки Навгороцькые, не вси сполна, писаны развие до владыкы Еуфимия Навгороцького. А смотрил в кельи у старца у келаря у Деонисия».

## Издания
- Полное собрание русских летописей. — СПб., 1841. — Т. 3. — С. 121—174;
- Новгородские летописи : (Так названные Новгородская вторая и Новгородская третья летописи) / Пригот. к изд. А. Ф. Бычков. — СПб. : Изд. Археографической комиссии, 1879. — XXIV, 488, 116 с. — С. 1—122;
- Новгородская вторая (Архивская) летопись // Полное собрание русских летописей / отв. ред. М. Н. Тихомиров. — М.: Наука, 1965. — Т. 30. — С. 147—205.